# Ulla Christensen
Ulla Christensen (* 4. November 1965) ist eine ehemalige dänische Fußballspielerin.

## Karriere

### Vereine
Christensen spielte im Seniorinnenbereich ausschließlich für die in Hjørring in der Region Nordjylland ansässige Fortuna Hjørring in der 3F Ligaen, der seinerzeit höchsten Spielklasse im dänischen Frauenfußball.

### Nationalmannschaft
Christensens Länderspielkarriere begann in Agia Napa auf Zypern mit ihrer Teilnahme am Open Nordic Cup als Alternative zur (seit 1982 nicht mehr ausgespielten) Nordischen Meisterschaft. Ihr Debüt erfolgte mit dem ersten Spiel am 21. März 1990 bei der 0:1-Niederlage gegen die Nationalmannschaft Schwedens als Einwechselspielerin für Helle Jensen in der 85. Minute. Ihre nachfolgenden Länderspiele am 23. und 25. März 1990 gegen die Nationalmannschaften Norwegens und Finnlands endeten 0:2 und 1:0. Auch im Spieljahr 1991 kam sie in diesem Turnier zum Einsatz; sie bestritt die beiden Spiele gegen die Nationalmannschaften Norwegens und Schwedens am 26. und 28. Februar, die im portugiesischen Tróia mit 1:2 und 3:2 endeten. Des Weiteren bestritt sie fünf EM-Qualifikationsspiele, zunächst mit den letzten drei Spielen der EM-Qualifikationsgruppe 5, dann mit den beiden Viertelfinalqualifikationsspielen am 24. November und 8. Dezember 1990 gegen die Nationalmannschaft der Niederlande. Endete die Hinspielbegegnung noch torlose, so endete die Rückspielbegegnung 1:0; Helle Rotbøll sorgte mit dem einzigen Tor in der 88. Minute ihrer Mannschaft für die Teilnahme an der Finalrunde an der Europameisterschaft. Im Halbfinale, in der sie eingesetzt wurde, verlor sie mit ihrer Mannschaft gegen die Nationalmannschaft Norwegens erst mit 7:8 im Elfmeterschießen. Zudem kam sie in vier in Freundschaft ausgetragenen Länderspiele zum Einsatz (1:1 vs. Niederlande; am 12. September 1990, 6:1 vs. Sowjetunion; am 20. Mai 1991, 0:0 und 1:1 vs. England; am 28. und 30. Juni 1991).

## Erfolge
- Dritter Europameisterschaft 1991